# Robin Williams: Come Inside My Mind
Robin Williams: Come Inside My Mind ist ein US-amerikanischer Dokumentarfilm aus dem Jahr 2018 unter der Regie von Marina Zenovich, der das Leben und die Karriere des 2014 verstorbenen Schauspielers und Komikers Robin Williams thematisiert.

## Inhalt
Die HBO-Produktion enthält Interviews mit Whoopi Goldberg, David Letterman, Billy Crystal, Pam Dawber, Eric Idle und anderen. Außerdem enthält sie Outtakes und wenig bekannte Clips aus Williams' Stand-up-Programmen.

## Veröffentlichung
Der Film lief 2018 in sechs ausverkauften Vorstellungen auf dem Sundance Film Festival. Der Film wurde auch auf dem Nantucket Film Festival gezeigt und wurde am 16. Juli 2018 erstmals auf HBO ausgestrahlt. Im selben Sommer wurde der Dokumentarfilm auf dem Hamptons International Film Festival SummerDocs vorgeführt. Im Anschluss an die Vorführung in den Hamptons fand eine Diskussion mit Zenovich und Alec Baldwin statt, der als Moderator der Fragen und Antworten agierte.

## Rezeption
Bei Rotten Tomatoes hat der Film eine Zustimmung von 94 % auf Grundlage von 51 Bewertungen, mit einer durchschnittlichen Bewertung von 7,4/10. Der Konsens der Kritiker auf der Website lautet: „Robin Williams: Come Inside My Mind bietet einen ergreifenden – wenn auch verlockend unvollständigen – Blick hinter den Vorhang des tragisch verkürzten Lebens und der Karriere eines brillanten Schauspielers.“ Auf Metacritic hat der Film eine gewichtete Durchschnittsbewertung von 78 von 100 Punkten, basierend auf 19 Kritikern, was auf „allgemein positive Kritiken“ hinweist.
Variety beschrieb den Film als „scharfkantig, menschlich und tiefgründig genug recherchiert, um dem Zuschauer den manischen Motor von Williams' Brillanz und Schmerz näher zu bringen“.